# Luiz Felipe Scolari
Luiz Felipe Scolari (sinh ngày 9 tháng 11 năm 1948 tại Passo Fundo, Rio Grande do Sul, Brasil), thường gọi là Felipão (Phil lớn) là cựu huấn luyện viên bóng đá người Brasil gốc Ý. Ông từng đưa đội tuyển Brasil đến chức vô địch World Cup 2002.

## Sự nghiệp cầu thủ
Scolari sinh ra trong một gia đình có cha là cầu thủ bóng đá chuyên nghiệp, ông Benjamin và có biệt danh là "perna-de-pau" (tạm dịch là "chân gỗ", biệt danh Tiếng Bồ Đào Nha dành cho các cầu thủ dở). Ông thi đấu ở vị trí hậu vệ và từng thi đấu cho các câu lạc bộ Caxias, Juventude, Novo Hamburgo và CSA. Danh hiệu cao nhất trong sự nghiệp cầu thủ của ông là chức vô địch bang Alagoas cùng CSA.

## Sự nghiệp huấn luyện viên

### Buổi đầu sự nghiệp
Năm 1982, ông giã từ sự nghiệp cầu thủ bóng đá và chuyển sang làm huấn luyện viên. Câu lạc bộ đầu tiên ông dẫn dắt là CSA và ngay mùa giải đầu tiên, ông đã giúp câu lạc bộ này giành danh hiệu vô địch bang Alagoano. Sau đó ông chuyển sang dẫn dắt 1 loạt các câu lạc bộ khác như Juventude (2 lần), Brasil de Pelotas và Al-Shabab của Ả Rập Xê Út từ 1983 đến 1987. 1987, ông trở thành huấn luyện viên của Grêmio, và giành danh hiệu vô địch bang Gaúcho cùng năm đó.

### Kuwait
Năm 1988, ông đến Kuwait dẫn dắt câu lạc bộ Al Qadisiya Kuwait và giành danh hiệu vô địch Kuwait Emir Cup năm 1989. Năm 1990, ông chuyển sang dẫn dắt đội tuyển bóng đá quốc gia Kuwait và giành Gulf Cup. Ông trở về Brasil sau khi Saddam Hussein ra lệnh tấn công Kuwait và dẫn dắt Criciúma giành Copa do Brasil.

### Grêmio
Năm 1993, ông trở về Grêmio. Trong 3 năm dẫn dội bóng này, ông giành 6 danh hiệu trong đó có Copa Libertadores năm 1995]] và vô địch quốc gia Brasil năm 1996. Grêmio còn lọt vào đến trận chung kết Intercontinental Cup và để thua câu lạc bộ Hà Lan Ajax Amsterdam trong loạt sút luân lưu.

### Palmeiras
Năm 1997, Scolari đến Nhật Bản để dẫn dắt câu lạc bộ đang thi đấu ở J. League, Júbilo Iwata. Tuy nhiên chỉ sau 11 trận tại đây, ông đã trở về Brasil và câu lạc bộ tiếp theo của ông là Palmeiras. Trong 3 năm, ông đem về cho Palmeiras danh hiệu Copa do Brasil, Mercosur Cup và Copa Libertadores sau chiến thắng trước Deportivo Cali của Colombia. Tại Intercontinental Cup 1999, họ cũng trở thành á quân sau khi thua câu lạc bộ Anh Manchester United. Nhờ những thành tích trên, ông được bầu chọn là huấn luyện viên bóng đá xuắt sắc nhất Nam Mỹ 1999.

### Đội tuyển Brasil
Tháng 6 năm 2001, Scolari trở thành huấn luyện viên trưởng Brasil. Mặc dù ngay trận đầu tiên dưới thời Scolari, Brasil để thua Uruguay 1-0 nhưng chung cuộc Brasil vẫn giành quyền tham dự World Cup 2002 tại Hàn Quốc và Nhật Bản.
Ngay trước khi World Cup 2002 bắt đầu, Scolari đã gây chấn động dư luận khi loại bỏ tiền đạo kì cựu Romário khỏi danh sách các cầu thủ Brasil tham dự World Cup. Brasil dễ dàng đứng đầu vòng bảng khi toàn thắng 3 trận trước Thổ Nhĩ Kỳ, Trung Quốc, Costa Rica. Tại vòng 1/16, họ đánh bại Bỉ và tiếp theo là Anh ở tứ kết. Đến vòng bán kết, Brasil gặp lại Thổ Nhĩ Kỳ và tiếp tục đánh bại họ để vào chung kết gặp Đức. Hai bàn thắng của tiền đạo Ronaldo trong trận chung kết đã mang về chức vô địch thế giới lần thứ 5 cho đội tuyển Brasil và đầu tiên của Scolari. Cuối năm 2002, Scolari đã từ chức huấn luyện viên tuyển Brasil.

### Đội tuyển Bồ Đào Nha
Scolari chuyển sang làm huấn luyện viên Bồ Đào Nha từ năm 2003 và nhiệm vụ của ông là đưa đội tuyển nước này đến chức vô địch Giải vô địch bóng đá châu Âu 2004, giải đấu mà họ là chủ nhà.
Tại Euro 2004, Bồ Đào Nha vượt qua vòng bảng với vị trí đầu bảng. Tại vòng tứ kết, họ đánh bại đội tuyển Anh sau loạt sút luân lưu và thắng Hà Lan 2-1 ở trận bán kết để lọt vào chung kết gặp lại Hy Lạp, đội bóng đã đánh bại họ trong trận khai mạc. Tuy nhiên cuối cùng bàn thắng duy nhất trong trận đấu của Angelos Charisteas đã đem về danh hiệu vô địch Euro 2004 cho Hy Lạp.
Tại World Cup 2006 tại Đức, Scolari đưa Bồ Đào Nha vào bán kết sau khi lần lượt loại được Hà Lan, Anh và để thua Pháp 1-0 ở bán kết. Trong trận tranh hạng 3, họ tiếp tục để thua chủ nhà Đức 3-1 và giành vị trí hạng 4 thế giới chung cuộc. Sau giải đấu này, nhiều thông tin cho biết ông sẽ chuyển sang dẫn dắt đội tuyển Anh thay thế Sven-Göran Eriksson nhưng cuối cùng ông đã đống ý gia hạn hợp đồng với đội tuyển Bồ Đào Nha đến năm 2008.
Tại Giải vô địch bóng đá châu Âu 2008 tại Áo và Thụy Sĩ, Bồ Đào Nha tiếp tục đứng đầu vòng đấu bảng để vào vòng tứ kết gặp Đức. Và họ đành chịu dừng bước ở tứ kết khi bị Đức đánh bại 3-2. Trận đấu đó cũng là trận đấu cuối cùng của Scolari trong cương vị huấn luyên viên trưởng đội tuyển Bồ Đào Nha trước khi ông chuyển sang dẫn dắt câu lạc bộ Chelsea từ ngày 1 tháng 7 năm 2008.

### Chelsea FC
Từ ngày 1 tháng 7 năm 2008, Scolari chính thức trở thành huấn luyện viên mới của Chelsea FC, thay thế huấn luyện viên người Israel Avram Grant vừa bị sa thải. Nhiệm vụ hàng đầu của ông là đem về cho Chelsea thêm nhiều danh hiệu vô địch, nhất là danh hiệu UEFA Champions League. Scolari đã được chủ tịch Chelsea Roman Abramovich tuyên bố sẽ chi 500 triệu USD để ông tăng cường cầu thủ. Bản hợp đồng đầu tiên của ông kể từ khi đặt chân đến Chelsea là tiền vệ Deco, học trò cưng của ông ở đội tuyển Bồ Đào Nha.
Trận đấu đầu tiên của Scolari với Chelsea là trận giao hữu gặp đội bóng Trung Quốc Guangzhou Pharmaceutical. Trận này Chelsea thắng 4-0. Còn trận đấu chính thức đầu tiên là trận đấu tại Premier League gặp Portsmouth. Trận này Chelsea cũng thắng 4-0.
Dưới thời Scolari, Chelsea có được thắng lợi lớn nhất trên sân khách trong 5 năm với chiến thắng 5-0 trước Middlesbrough tại sân Riverside vào tháng 10 năm 2008. Chelsea cũng đạt được thành tích thắng 8 trận liên tiếp trên sân khách tại đầu mùa giải Premier League 2008-2009.
Thất bại đầu tiên của Chelsea dưới thời Scolari là trận thua 1-0 trước Liverpool ngày 26 tháng 10 năm 2008. Trận thua này cũng chấm dứt chuỗi 86 trận bất bại trên sân Stamford Bridge kéo dài 4 năm 8 tháng kể từ sau thất bại 2-1 trước Arsenal vào tháng 2 năm 2004 dưới thời Claudio Ranieri. Đến vòng đấu thứ 21 ngày 11 tháng 1 năm 2009, Chelsea đã bị Manchester United đánh bại 3-0 khiến cho Chelsea mất lợi thế trong cuộc đua giành chức vô địch
Sau những kết quả không được như mong đợi, Scolari bắt đầu mất dần lòng tin của các cầu thủ và ban lãnh đạo câu lạc bộ Chelsea. Ngày 1 tháng 2 năm 2009, Chelsea để thua Liverpool 2-0 và khiến cho họ rơi xuống vị trí thứ ba. Và giọt nước làm tràn li cho sự sa thải của Scolari là trận hòa Hull City 0-0. Trận hòa này đẩy Chelsea xuống vị trí thứ tư, sau cả Aston Villa và gần như mất luôn cơ hội vô địch Premier League. Ngày 10 tháng 2, Scolari chính thức bị sa thải khỏi cương vị huấn luyện viên trưởng Chelsea. Trợ lý Ray Wilkins được đưa lên tạm quyền dẫn dắt câu lạc bộ. Để sa thải Scolari, Chelsea đã phải trả một số tiền bồi thường là 22 triệu USD. Trong thời gian 8 tháng làm huấn luyện viên tại Chelsea, ông Scolari đã trải qua 36 trận, trong đó thành tích của Chelsea là thắng 20, hòa 11 và thua 5. Ngay sau khi sa thải Scolari, Chelsea đã ngay lập tức mời huấn luyện viên người Hà Lan đang dẫn dắt đội tuyển Nga Guus Hiddink để nắm giữ cương vị huấn luyện viên trưởng đội bóng đến hết mùa giải 2008-2009.

### Bunyodkor
Ngày 8 tháng 6 năm 2009, Scolari đã đặt bút ký vào bản hợp đồng có thời hạn một năm rưỡi dẫn dắt đương kim vô địch Uzbekistan, FC Bunyodkor và đưa ông trở thành huấn luyện viên được trả lương cao nhất thế giới với 13 triệu euro/năm. Ông thay thế Zico, nhà cầm quân đồng hương vừa hết hợp đồng và sang Nga làm việc cho CSKA Moskva. Tại đây, Scolari có dịp tái ngộ với học trò cũ ở đội tuyển Brasil, tiền vệ Rivaldo.
Scolari đã giúp Bunyodkor vô địch giải vô địch quốc gia Uzbekistan nhưng bị loại ở tứ kết AFC Champions League trước Pohang Steelers của Hàn Quốc. Ngày 29 tháng 5 năm 2010, ông đã từ chức huấn luyện viên Bunyodkor 6 tháng trước khi kết thúc hợp đồng vì lý do chuyện học hành của con trai.

### Trở lại Palmeiras
Ngày 13 tháng 6 năm 2010, Scolari đã trở thành tân huấn luyện viên của Palmeiras theo bản hợp đồng có thời hạn hai năm rưỡi.

### Trở lại đội tuyển Brasil
Ngày 28 tháng 11 năm 2012, sau hơn 2 tháng không dẫn dắt một CLB nào, Scolari trở lại huấn luyện đội tuyển Brasil, thay thế cho Mano Menezes, ông được trao nhiệm vụ là vô địch Giải bóng đá vô địch thế giới 2014.
Ở trận chung kết Cúp Liên đoàn các châu lục 2013, ông dẫn dắt Brasil đánh bại Tây Ban Nha 3-0 qua đó giành chức vô địch.
Tại World Cup 2014, sau khi vượt qua vòng bàng, Brasil đã loại hai đội bóng Nam Mỹ khác là Chile và Colombia ở vòng 16 đội và vòng tứ kết, nhưng đã bị đội tuyển Đức đánh bại với tỷ số kỷ lục 7-1 ở trận bán kết. Sau trận thua Hà Lan 0-3, ông đã bị sa thải.
Trước thất bại kỷ lục này, Scolari đã cho biết kết quả này là "trận thua tồi tệ nhất của đội tuyển quốc gia Brasil" và chấp nhận hoàn toàn trách nhiệm cho thất bại.

## Rắc rối ngoài sân cỏ
Bản tính nóng nảy thường gây cho huấn luyện viên Scolari nhiều rắc rối ngoài sân cỏ. Ngày 9 tháng 12 năm 2007, ở những phút cuối trận Bồ Đào Nha bị Serbia cầm hòa 1-1 trên sân nhà, trong khuôn khổ bảng A vòng loại Euro 2008, Ivica Dragutinovic của Serbia khi đó vừa bị truất quyền thi đấu và đang lời qua tiếng lại với Ricardo Quaresma bên phía Bồ Đào Nha. Bất thần Scolari nhảy xổ đến và vung tay đấm vào mặt anh, nhưng trượt sang bên mang tai phải. Dragutinovic cũng không vừa. Anh này kịp định thần lại rồi định nhảy vào trả đũa. May mắn là sự việc không trở nên tồi tệ hơn khi một số cầu thủ khác kịp lao đến can ngăn. Sau đó, Scolari đã phải gửi lời xin lỗi đến người dân Bồ Đào Nha vì cho rằng hành động trên đã làm xấu hình ảnh bóng đá nước này.
Sau sự việc trên, Liên đoàn bóng đá Bồ Đào Nha đã quyết định phạt huấn luyện viên Scolari 49.990 đô la Mỹ do hành động đấm vào mặt cầu thủ Dragutinovic của Serbia. Ngoài ra, UEFA cũng phạt ông 17.080 USD.

## Danh hiệu

### Câu lạc bộ
- Vô địch bang Algoano: 1982 với Centro Sportivo Alagoano
- Kuwait Emir Cup: 1989 với Al Qadisiya Kuwait
- Copa do Brasil: 1991 với Criciúma, 1994 với Grêmio và 1998 với Palmeiras
- Vô địch bang Gaúcho: 1987, 1995, 1996 với Grêmio
- Copa Libertadores: 1995 với Grêmio và 1999 với Palmeiras
- Campeonato Brasileiro Série A: 1996 với Grêmio
- Recopa Sudamerican: 1996 với Grêmio
- Copa Mercosur: 1998 với Palmeiras
- Torneio Rio-São Paulo: 2000 với Palmeiras
- Copa Sul-Minas: 2001 với Cruzeiro

### Đội tuyển quốc gia

#### Kuwait
- Cúp bóng đá Vùng Vịnh: 1990

#### Brasil
- Giải bóng đá vô địch thế giới: 2002
- Cúp Liên đoàn các châu lục: 2013

#### Khác
- Á quân Euro: 2004 với đội tuyển Bồ Đào Nha